# تاوتتی
تاوِتْتی (به فنلاندی: Taavetti) یک منطقهٔ مسکونی در فنلاند است که در لومکی واقع شده‌است. تاوتتی ۲٬۰۸۴ نفر جمعیت دارد.